# ぷぎゅる
『ぷぎゅる』は、コンノトヒロによる日本の4コマ漫画作品。講談社の雑誌「月刊マガジンZ」で2001年6月号から2008年5月号まで連載されていたギャグ漫画である。2004年、キッズステーションにてアニメ化された。

## 主な登場人物
ま○○○
声 - 野川さくら
ツッコミ役の少女。「ま」で始まる名前なことは分かっているが、それ以外は不明。毎回名乗ろうとするもののなんだかんだで妨害が入ったりで名乗らせてもらえず、最終回になっても判明しなかった。名前を聞こうとした人や聞いた人は、たいてい酷い目に遭っている。胸がないので牛乳を飲むなど努力しているようだが、効果は認められない。ショートヘアだが、前半分が金色、後ろ半分が黒という珍しいヘアスタイル。頭頂部に黒いアホ毛がある。釣竿としても利用できる。このアホ毛をひっぱるとどれだけ手をかけてセットした髪型でも後ろ髪すべてが一瞬で跳ね上がってしまう。瞳は青。
チェコ
声 - 徳永愛
メイドの里（アニメでは「メイドの国」）からやってきたメイド、というよりは不思議生物。青いショートヘア。瞳は碧色。生まれたというよりは「生えてきた」らしい。本人によると「人類が進化の果てにたどりついた最終形態」らしい。頭のヒラヒラ（ふだんは、メイドのヘッドドレスのように見える）はブーメランになったり刃物になったりティッシュペーパーになったりする。また、髪の毛と同じように伸びる。他人が装着すると自爆したり、血液を吸い取られたりする（ただし、カナト母には効かなかった）。将来の夢は相撲取りになること。頭と胴体は簡単に離れる。離れても、まったく問題はない。胴体は完全に上下左右対称の構造をしており、うつぶせ五体当地の状態から背中の位置に頭をスライドさせることで全身を円盤のように回転させながら飛んだりも出来る。普通の体格の人間が、口から体内に入れる。
ナチ子
声 - ならはしみき
イカ。フェイクの人の顔をつけている（通常のフェイクの他に、お出かけ用、ナンパ用、威嚇用がある）。フェイクの顔は黒いショートヘア。瞳は紫色。夏になると、スルメに転職する。
作者が描き飽きたために出番が減っていき、単行本第4巻収録分では一度も出番がなかった。最終回では少しだけ出番があった。
ミゾレ
声 - 佐久間紅美
雪女。寒いのが苦手。巨乳。薄紫色のショートヘア。前髪が長く、常に左目が隠れている（左目がない、という噂もある）。つむじの位置に直立したアホ毛があり、これは頭上を通った縄跳びの縄を切断してしまう程硬く鋭利。タレ目で、瞳は赤。黒のニーソックスに、すそが短めの白装束。従って絶対領域がある。普段はあたたかい性格で笑い上戸だが、コーラを飲むとそれなりに悪の“ミゾレブラック”になる。ゲップをすると元に戻る。血を吸うと赤みを帯びる。
自分の身体を削って、かき氷を作ることができる。身体が冷たいので、夏場には重宝される。しかし、よく溶けてしまう。温泉好き（というよりお湯に浸かるのが好き。コンビニの業務用おでん鍋機材にさえも入ろうとしたことがある）だが、風呂に入ると浴槽全体が凍ってしまう。地面に書いた「温泉マーク」の上に寝そべるだけで溶けてしまう。
カナト
声 - 浅川悠
ヤンキー兼格闘家。かわいいものと、釘バットが大好きな少女。チェーンソーも好き。銀色のハネっ毛。ツリ目で瞳は朱色。ややツンデレ系。趣味は人を殴ったり蹴ったりすること。背中に釘バットを数本仕込んでいる。釘バットを取り上げられると、落ち着きを失いオロオロしてしまう。必殺技でビームを出せるが、そのビームは“かっこよくない所”から出る（耳や足の裏など）。真剣白刃取りが得意。ミゾレには及ばないものの、かなりの巨乳。
保健医
声 - 山田美穂
女性だが、Hである（中年オヤジ風のエロ）。黒いセミロングヘア。ツリ目で瞳は濃い青。いつも白衣を着用している。しばしば、女生徒相手にセクハラに及ぶ。スリーサイズはB93/W58/H86。いろいろと謎だらけの人。気功の達人らしい。しばしば気功で女生徒のブラのホックをはずす。酒好き。
アニキ
声 - 土屋利秀
その筋の人。組長。チェコちゃんラブ。髪は頭の後ろの方にしかない。チョビ髭を生やしている。
サブ
声 - 関通利
アニキの部下。チェコちゃんラブ。完全スキンヘッド。本名は松下梅太郎。
レオ
アニキの娘。父親がチェコちゃんラブなのが気に入らず、チェコ殺害を企てるが、徐々になれ合い気味になっていく。黒いロングヘア。もちろんツリ目で、瞳は青紫。長らく、銃が手から離れなかったが、“殺気を捨てた”ら、簡単に離れた。しかし、多様な武器を装備して（隠し持って）いる。肩がぶつかっただけで色々な武器が落ちてしまう。
 ???
ふだんミゾレの頭に付いている、謎の生物。数種類の名前があるが、本名は不明。体全体が「目」で出来ていて、自分で行動する時は手足が生えてくる。一応食べられる。非常食らしい。
西村（にしむら）
チェコの頭に、男子学生の体が付いた状態。ま○○○とレオが惚れている。バスケが得意らしい。
ヒサメ
ミゾレの弟で雪男だが、見た目は少女。とてもかわいい。薄紫色のロングヘアを黒いリボンでツインテール風にまとめている。タレ目で、瞳は赤。雪男なので、ふさふさのしっぽがある。ただし、なぜかお金がないとしっぽがなくなる。ドーナツが大好物。雪をものすごい勢いで喰らう。ミゾレと同じく、短めの白装束を着ている。メイドになりたがっていて、チェコに弟子入りした。チェコを「ししょー」と呼ぶ。語尾に「さね」とつけてしゃべる。ミゾレとは違い、暑くても溶けることはないらしい。
先生
声 - 檜山修之
ごく普通の先生。しばしば射殺される。
ガブリヨル
メイド犬。メイドが大好物。目が細く、近くで見ると怖い。鳴き声はワンではなく「スン」。
カナトの母
単行本第5巻から登場したカナトの母親（姿だけは4巻の巻末に謎キャラとして出ていた）。夫とは別居状態と思われ、女手ひとつでカナトを育てている。ミゾレもかすむ位のナイスバディ（保健医と互角）で、地上最強の攻撃力を持つ。ちなみに、本気になると顔の古傷が現れる。面白い弁当を持たせる母親で、ポーカーフェイスでいろいろと凄い事をやらかす（特にカナトに対して）が、カナトには尊敬されている。ふだんは単語程度しかしゃべらないほど無口だが、タバコの煙を通じて雄弁に会話するという特異な能力を持つ。
エスペル・キングメイダーZ
終盤になって登場した、汎用自律式ご奉仕メイド型ヒューマノイド。パープルのロングヘア。瞳は青。肩から先の腕をはずし、その腕だけで仕事をすることができる。この時、本体はテレビを見るなどをして遊んでいることが多い。目から出す光線で人物をスキャンし、身体の部分を複製して自分の身体にすることができる。この機能を使って、ま○○○のアホ毛、カナトの巨乳などを手に入れたが、ヒサメの股間は「女性タイプにはない部位」だったため爆発してしまった。

## 書誌情報

### 単行本
講談社よりマガジンZKCとして刊行されている。
1. 2004年3月23日発行 ISBN 4-06-349141-2
2. 2004年5月21日発行 ISBN 4-06-349174-9
3. 2005年2月23日発行 ISBN 4-06-349197-8
4. 2006年1月23日発行 ISBN 4-06-349233-8
5. 2006年10月23日発行 ISBN 4-06-349263-X
6. 2007年8月23日発行 ISBN 978-4-06-349303-0
7. 2008年6月23日発行 ISBN 978-4-06-349364-1

第3巻を除き、巻末におまけがある。また、各巻ともカバーを外した本体表紙におまけがある。

## アニメ
2004年4月12日よりキッズステーションのアニメぱらだいす!枠内にて放送された。全13話。
各話とも、原作のエピソードを2 - 4本ずつアニメ化している。エンディングも毎回違い、これも原作のエピソードから作られている。

### スタッフ
- 原作 - コンノトヒロ
- 監督 - 栗原ハジメ
- 脚本 - 中木啓幸
- キャラクターデザイン - 松本弘
- 音響監督 - 吉田知弘
- 音楽 - 光田康典
- プロデューサー - 長谷川雄介、野村幹雄、竹内誉人、染谷正陽
- エグゼクティブプロデューサー - 黒川文雄、指吸孝一、添田弘幸、安田正樹
- アニメーション制作 - クリエーターズ・ドット・コム
- 製作 - ぷぎゅる製作委員会（デックスエンタテインメント、講談社、キッズステーション、ムービック）

### 主題歌
テーマソング「ローリング・メイドさんだー」
作詞 - コンノトヒロ / 作曲・編曲 - 光田康典 / 歌 - ま○○○＆チェコ

### 各話タイトル
| 話数 | タイトル                        |
| ---- | ------------------------------- |
| 1    | チェコちゃんと新生活            |
| 2    | チェコちゃんと怖い人たち        |
| 3    | チェコちゃんとミゾレ            |
| 4    | チェコちゃんとナチ子            |
| 5    | ま○○○と転校生たち               |
| 6    | チェコちゃんとカナト            |
| 7    | 保健のせんせいとみんな          |
| 8    | ミゾレとバイト                  |
| 9    | イカ‥いや、ナチ子という名です。 |
| 10   | チェコちゃんと謎のボタン        |
| 11   | カナトと学生生活                |
| 12   | メイドとチェコちゃん            |
| 13   | チェコちゃんと実験              |

### DVD
2005年2月25日に発売された。全13話と特典映像を収録している。
- 発売元 - デックスエンタテインメント / 販売元 - メディアファクトリー
- JANコード - 4571169960420
- 特典映像 - インタビュー&レコーディング風景/エンディング ノンテロップバージョン

初回限定版には、特典として24ページのブックレット「ぷぎゅる秘宝館」が封入されている。これには、キャラクター紹介、各話の簡単な紹介のほか、描き下ろしの出張版マンガ16ページ、幻の宣伝4コマ（カラー版）が収録されている。